# Teatro Municipal de Ouro Preto

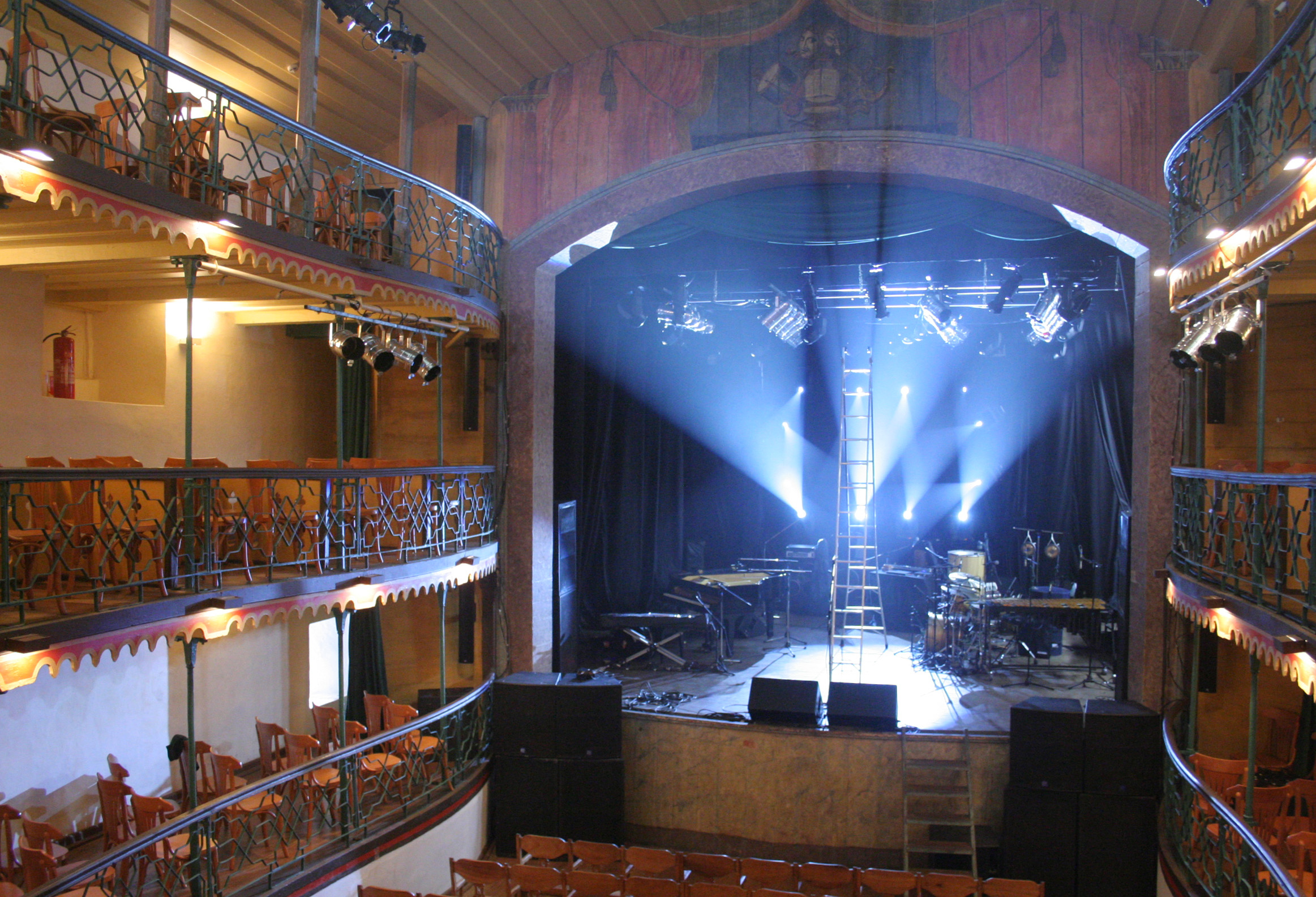
Teatro Municipal de Ouro Preto: vista interior.

O Teatro Municipal de Ouro Preto localiza-se no município brasileiro de Ouro Preto, no estado de Minas Gerais.

## História

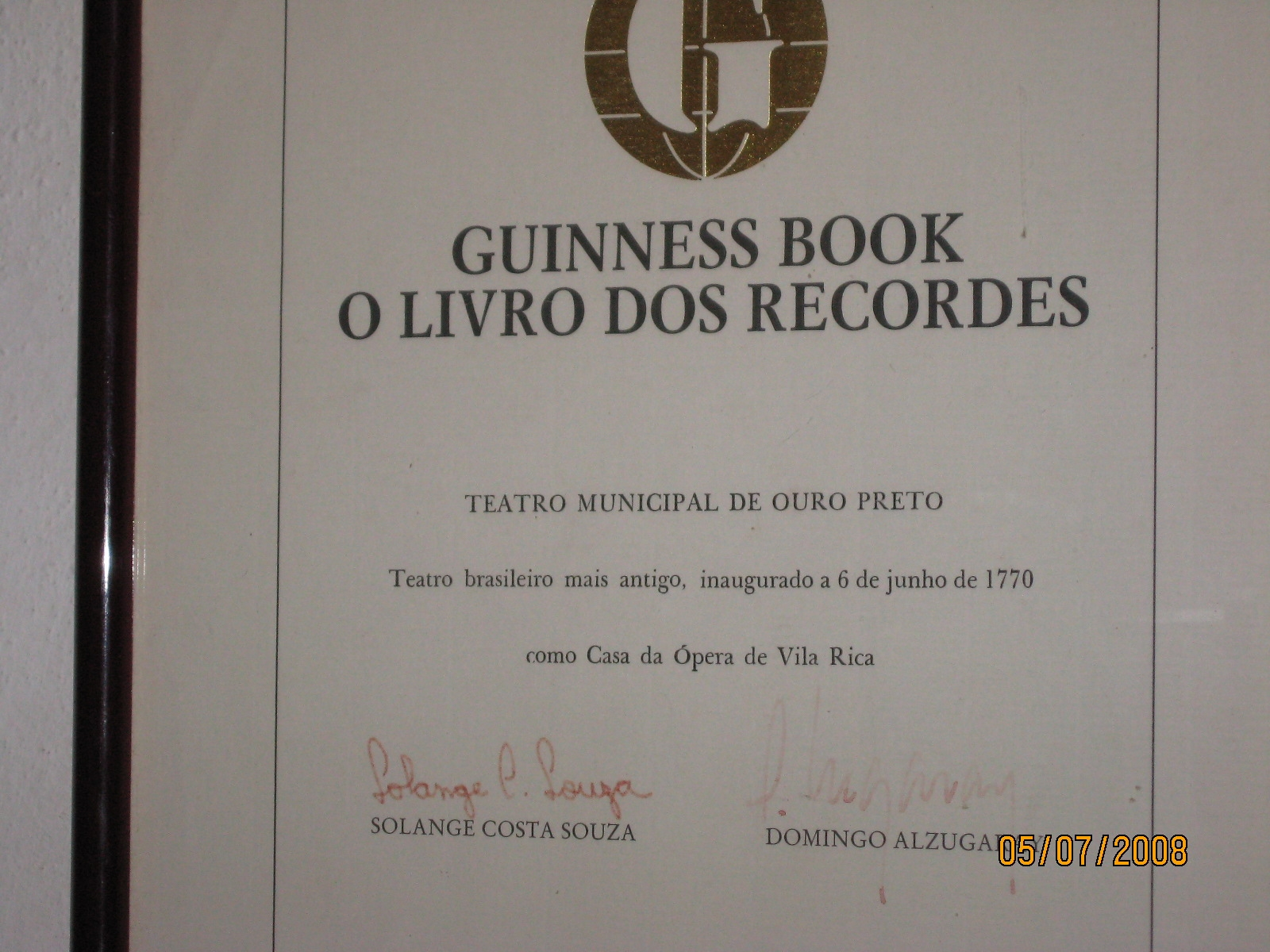
Teatro Municipal de Ouro Preto: Certificado do Guinness Book reconhecendo como o mais antigo teatro do Brasil.

Construído de 1746 a 1770, por João de Souza Lisboa, é o mais antigo teatro do continente.